# Selania resedana
Selania resedana is een vlinder uit de familie bladrollers (Tortricidae). De wetenschappelijke naam is voor het eerst geldig gepubliceerd in 1959 door Obraztsov.
De soort komt voor in Europa.